# Mesoyi
Mesoyi is een bestuurslaag in het regentschap Pekalongan van de provincie Midden-Java, Indonesië. Mesoyi telt 2595 inwoners (volkstelling 2010).